# August Baumühlner
August Baumühlner (* 18. Jänner 1967) ist ein österreichischer Fußballtrainer und ehemaliger Fußballspieler auf der Position eines Mittelfeldspielers, der zeitweilig in der österreichischen Bundesliga beim Kremser SC spielte, wo er auch ein Tor erzielen konnte. Aktuell ist Baumühlner Trainer beim SV Langenrohr in der Landesliga Niederösterreich.

## Karriere

### Spieler
August Baumühlner gab im Jahr 1989 beim Spiel Kremser SC gegen den Wiener Sportclub sein Debüt, wo er für Günter Grundner in der 81. Minute eingewechselt wurde. In seiner ersten Spielzeit kam er noch weitere drei Mal zum Einsatz. In der darauffolgenden Saison war er auch nur Ergänzungsspieler, doch in der Saison 1991/92 wurde er öfters eingesetzt, diesmal auch zeitweise vom Anfang an. Sein größter Erfolg in der Bundesliga war das Siegtor beim Match gegen SK Rapid Wien, welches er nach 21 Minuten erzielte. Nach drei Jahren in der höchsten Fußballliga Österreichs wechselte Baumühlner zum SV Stockerau, dort war er jedoch nur ein halbes Jahr. Im Jänner 1993 wechselte er weiter zum damaligen 2. Landesligisten SV Langenrohr. Mit der Mannschaft schaffte er in seiner ersten Saison den Aufstieg in die Landesliga Niederösterreich. In Langenrohr blieb er elf Jahre, im Jahre 2004 beendete Baumühlner seine aktive Spielerkarriere.

### Trainer
August Baumühlner begann seine Trainertätigkeit im Jahre 1997, wo er den beurlaubten Trainer Gerald Sehrengel ersetzen sollte. Während dieser einjährigen Tätigkeit war er noch aktiv als Fußballspieler. Im Jahr 2001 wurde er neben Ernst Leitner als Spielertrainer eingesetzt. Als Leitner nach nur einem halben Jahr ging, übernahm Baumühlner komplett die Trainerstelle. Im Sommer 2004, nachdem er seine Spielerkarriere beendete, wechselte Baumühlner zum SV Haitzendorf. Nach vier Jahren kehrte er zu seiner alten Wirkungsstätte, dem Kremser SC, zurück. Nach zwei sehr mäßigen Saisonen wechselte er 2010 zum SV Langenrohr, wo er heute noch Trainer ist.
August Baumühlner besitzt die UEFA-A-Lizenz.

## Erfolge
- Aufstieg in Landesliga Niederösterreich: 1993

## Privates
August Baumühlner lebt in Langenrohr, wo er aktuell auch Trainer des dort ansässigen Vereines SV Langenrohr ist. Er ist verheiratet und hat zwei Kinder.